# Kværner-Verfahren
Das Kværner-Verfahren ist eine in den 1980er Jahren von dem gleichnamigen norwegischen Unternehmen Kværner ASA entwickelte Methode der Wasserstoffherstellung aus Kohlenwasserstoffen (CnHm) wie beispielsweise Methan, Erdgas, Biogas oder auch Schweröl. Anders als bei anderen Methoden der Wasserstoffherstellung aus fossilen Brennstoffen fällt der abgetrennte Kohlenstoff bei dem Verfahren nicht als Gas, sondern als Festkörper an, der vergleichsweise unkompliziert entweder stofflich verwertet werden (Carbon Capture and Utilization) oder dauerhaft gelagert werden kann (Carbon Capture and Storage). Wenn die thermische Energie für den Prozess aus erneuerbaren Energiequellen stammt und der Kohlenstoff dauerhaft nicht verbrannt wird, spricht man von türkisem Wasserstoff.

## Beschreibung des Verfahrens
Die Kohlenwasserstoffe werden in einem Plasmabrenner (vergleiche Plasma, Lichtbogen) bei etwa 1600 °C in Aktivkohle (reiner Kohlenstoff) und Wasserstoff getrennt.
Reaktionsgleichung: {\displaystyle \mathrm {C_{n}H_{m}+Energie\rightarrow nC+{\frac {m}{2}}H_{2}} }
Großer ökologischer Vorteil gegenüber allen anderen bekannten Reformierungsmethoden (Dampfreformer, partielle Oxidation etc.) ist, dass reiner Kohlenstoff an Stelle von Kohlenstoffdioxid entsteht.
Durch den hohen Energiegehalt der Reaktionsprodukte und die hohe Temperatur des ebenfalls entstehenden Heißdampfs ergibt sich ein Wirkungsgrad von nahezu 100 %, wenn alle Reaktionsprodukte inklusive des Heißdampfs weitergenutzt werden. Dabei entfallen rund 48 % auf den Wasserstoff, etwa 40 % auf die Aktivkohle und 10 % auf den Heißdampf.

## Umweltaspekte
Das Verfahren selbst kann CO2-frei ausgelegt werden, sodass keine direkten CO2-Emissionen bei der Anlage auftreten. Jedoch können (1) für die Bereitstellung der benötigten elektrischen Energie sowie (2) für die Bereitstellung des eingesetzten Methans erhebliche CO2- und weitere Treibhausgasemissionen entstehen.
1. Die Treibhausgasemissionen für die elektrische Energie sind niedrig, wenn Strom aus erneuerbaren Energien eingesetzt wird (Ökostrom). Wird jedoch Strom aus dem deutschen Stromnetz entnommen, liegen die Treibhausgasemissionen von Wasserstoff aus der Kvaerner-Verfahren oberhalb der Treibhausgasemissionen von heute verwendetem Wasserstoff (grauer Wasserstoff)[5].
2. Das Methan, das im Verfahren eingesetzt wird, stammt im Regelfall aus Erdgas. Wird Erdgas eingesetzt, wie man es in der EU verwendet, reduziert das Kvaerner Verfahren die Treibhausgasemissionen um 67 bis 77 %. Voraussetzung dafür ist, dass Strom aus erneuerbaren Energien eingesetzt wird.[5]

## Einsatz in der Praxis
BASF arbeitet gefördert vom Bundesforschungsministerium daran, die Methanpyrolyse im industriellen Maßstab nutzbar zu machen. Der Bau einer Versuchsanlage am Stammsitz in Ludwigshafen wurde Ende 2020 abgeschlossen; die Produktion im industriellen Maßstab wird getestet.
In den USA betreibt das Unternehmen Monolith Materials Inc. ein Werk in Nebraska, das durch Methanpyrolyse jährlich 14.000 Tonnen Industrieruß (Carbon Black) herstellt. Die Kapazität des Werks soll bis 2025 mehr als verzehnfacht werden. Der Industrieruß dient in erster Linie als Füllmittel für Reifen, der produzierte Wasserstoff soll zur Ammoniak-Herstellung genutzt werden.